# Rajd Tulipanów 1964

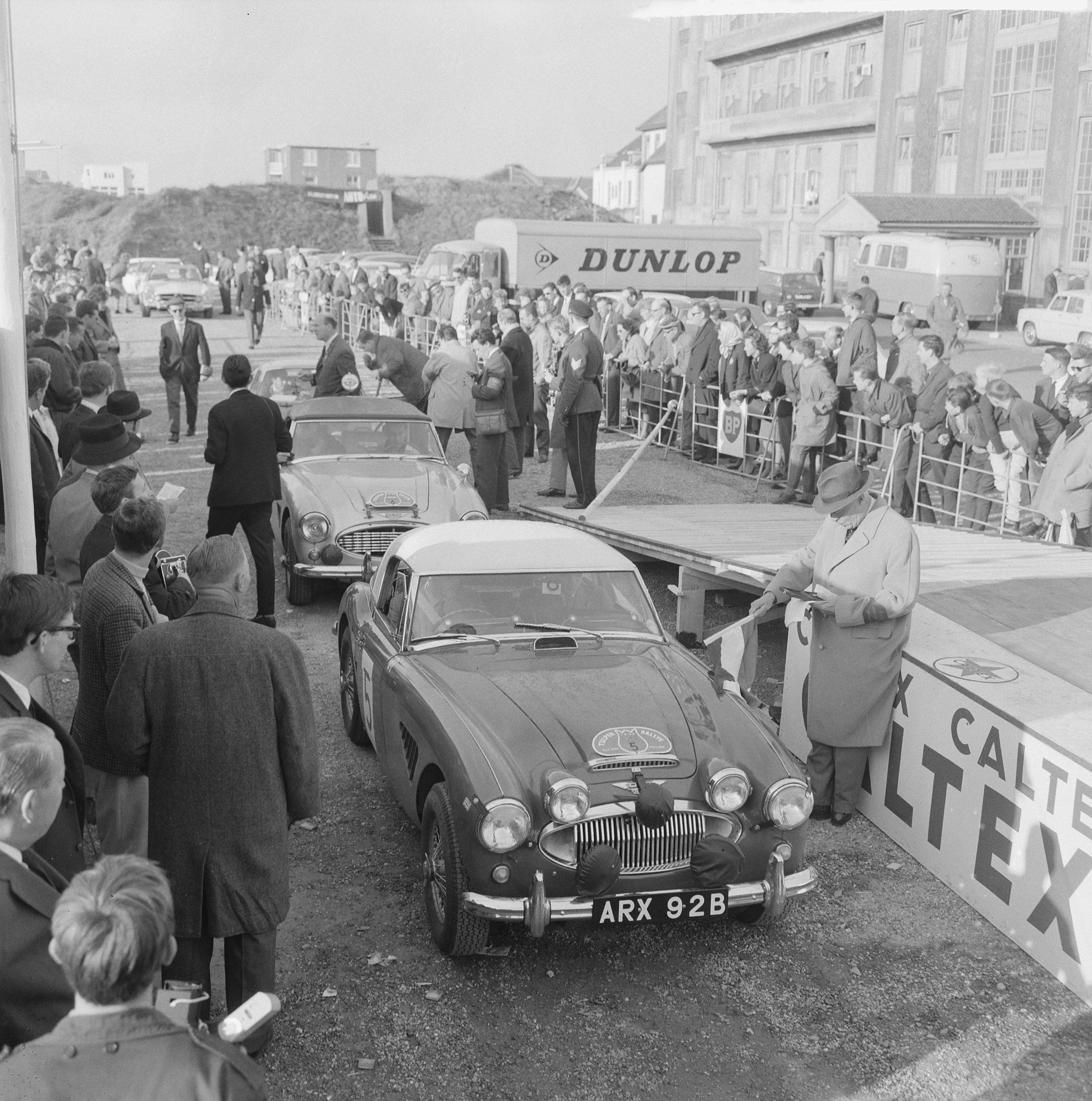
Don i Erle Morley podczas rajdu zajęli drugie miejsce

Rajd Tulipanów 1964 (16. Internationale Tulpenrallye) – 16 edycja rajdu samochodowego Rajd Tulipanów rozgrywanego w Holandii. Rozgrywany był od 20 do 23 kwietnia 1964 roku. Była to czwarta runda Rajdowych Mistrzostw Europy w roku 1964.

## Klasyfikacja rajdu
| Miejsce                      | Kierowca                     | Pilot                        | Samochód                      | Czas                         | Strata                       |                              |
| Klasyfikacja generalna i ERC | Klasyfikacja generalna i ERC | Klasyfikacja generalna i ERC | Klasyfikacja generalna i ERC  | Klasyfikacja generalna i ERC | Klasyfikacja generalna i ERC | Klasyfikacja generalna i ERC |
| ---------------------------- | ---------------------------- | ---------------------------- | ----------------------------- | ---------------------------- | ---------------------------- | ---------------------------- |
| 1.                           | Timo Mäkinen                 | Tony Ambrose                 | BMC Mini Cooper S             |                              | 0.0                          |                              |
| 2.                           | Donald Jude Morley           | Godfrey Erle Morley          | Austin-Healey 3000            |                              |                              |                              |
| 3.                           | Berndt Jansson               | Erik Pettersson              | Porsche 356                   |                              |                              |                              |
| 4.                           | Julien Vernaeve              | Yves Deprez                  | Morris Mini Cooper S          |                              |                              |                              |
| 5.                           | Henry Taylor                 | Brian Melia                  | Ford Cortina GT               |                              |                              |                              |
| 6.                           | ?                            |                              |                               |                              |                              |                              |
| 7.                           | Carl-Magnus Skogh            | Lennart Berggren             | Volvo 122 S                   |                              |                              |                              |
| 8.                           | Wilfried Gass                | Gerd Frey                    | Porsche 356 A 1500 GT Carrera |                              |                              |                              |
| 9.                           | Kurt Pfnier                  | Wolfram Berns                | DKW F 11                      |                              |                              |                              |
| 10.                          | Erik Carlsson                | Gunnar Palm                  | Saab 96 Sport                 |                              |                              |                              |